# Andrea Moletta
Andrea Moletta (né le 23 février 1979 à Cittadella, dans la province de Padoue en Vénétie) est un coureur cycliste italien. Il a commencé sa carrière en 2003. C'était un coéquipier précieux de Davide Rebellin dans les classiques.

## Biographie
Andrea Moletta entame sa carrière professionnelle en 2003 dans l'équipe Mercatone Uno. Il y remporte sa première victoire, une étape de la Course de la Paix. Après une saison chez Barloworld, il rejoint la formation allemande Gerolsteiner en 2005. 
Sur cette dernière course, alors qu'il est échappé avec Franco Pellizotti dans la descente de la Cipressa, il rate un virage et chute violemment. Fémur droit fracturé, il doit se retirer de la course. Ce n'est qu'en fin de saison qu'il est autorisé à  recourir, mais finalement, il effectue une saison 2007 blanche.
Durant le Tour d'Italie 2008, il est interdit de prendre le départ de la onzième étape par son équipe car son père est impliqué dans une enquête antidopage.
Il court néanmoins la saison 2009 avec l'équipe Miche.

## Palmarès

### Palmarès amateur
- 2001
  - 3e de la Coppa della Pace
- 2002
  - Gran Premio di Poggiana
  - 3e du Trofeo Zssdi

### Palmarès professionnel
- 2003
  - 6e étape de la Course de la Paix
- 2004
  - 2e du Giro del Medio Brenta
  - 3e du Tour du Frioul
- 2006
  - 2e du Grand Prix Miguel Indurain

## Résultats sur les grands tours

### Tour d'Italie
3 participations 
- 2005 : 118e
- 2006 : 78e
- 2008 : suspendu par son équipe

### Tour d'Espagne
2 participations 
- 2006 : abandon (12e étape)
- 2007 : 107e